# Franz Wenceslaus Goldwitzer
Franz Wenceslaus Goldwitzer (auch Franz Wenzel Goldwitzer; * 29. März 1778 in Bamberg; † 19. April 1840 in Biburg) war ein deutscher römisch-katholischer Theologe und Geistlicher.

## Leben
Goldwitzer absolvierte zunächst das Bamberger Gymnasium, bevor er 1804 in das Bamberger Priesterseminar eintrat. Seine Priesterweihe erfolgte am 22. September 1805 in Bamberg. Anschließend wirkte er als Kaplan in Trunstadt, Wartenfels und Neunkirchen am Brand. In Neunkirchen fertigte er eine Ortschronik an. In dieser Zeit bemühte er sich außerdem um die Förderung begabter Kinder der Landbevölkerung.
Goldwitzer wurde am 26. Januar 1817 zum Pfarrer von Büchenbach bei Erlangen ernannt. In dieser Zeit konnte er die Bibliothek der Universität Erlangen für das weitere Studium nutzen. Allerdings musste er dort mit einer auf protestantische Theologie ausgerichteten Bibliothek auskommen. In der Folge trat er vermehrt schriftstellerisch in Erscheinung. Später wurde er Pfarrer in Biburg.

## Schriften (Auswahl)
- Geschichte des Marktes Neunkirchen am Brand und des ehemaligen Klosters: mit Rücksicht auf die Pfarrei daselbst, Erlangen 1814.
- Compendium dogmatum christiano-catholicorum systematicum, Seidel, Sulzbach 1824.
- Bibliographie der Kirchenväter und Kirchenlehrer vom ersten bis zum dreyzehnten Jahrhunderte , Thomann, Landshut 1828.
- Der Prophet Hoschea, treu aus dem Hebräischen übersetzt und mit philologisch- kritischen Anmerkungen erläutert, für katholische höhre Lehranstalten, Thomann, Landshut 1828.
- Die Klaglieder des Propheten Jeremias, aus dem Hebräischen treu ins Deutsche übersetzt und mit den LXX. und der Vulgata verglichen, nebst kritischen Anmerkungen, Seidel, Sulzbach 1828.
- Bibliographia dogmatica: compendii dogmatices usui pernecessaria, Seidel, Sulzbach 1831.
- Patrologie verbunden mit Patristik, 2 Bände, Stein, Nürnberg 1834.